# Alchemilla faeroensis
Alchemilla faeroensis é uma espécie de rosácea do gênero Alchemilla, pertencente à família Rosaceae.